# Bur Sa'id
Bur Sa'id eller Guvernementet Port Said (arabisk: محافظة بور سعيد ) er et guvernement i den nordlige del af Egypten. Dens hovedstad er byen Port Said. Guvernementet ligger ved Suezkanalens udmunding til Middelhavet og grænser til guvernementerne Ismailia i syd, Ash-Sharqiyya mod vest og Sina ash-Shamaliyya i øst. Byen og guvernementet Port Said blev grundlagt i 1859 i forbindelse med byggeriet af Suezkanalen og fik navn efter den daværende vicekonge i Egypten, Said Pascha.

## Eksterne kilder og henvisninger
1. ↑  Areal og befolkning

- Wikimedia Commons har flere filer relateret til Bur Sa'id

31°13′N 32°18′Ø / 31.217°N 32.300°Ø